# Hrvatsko-dalmatinski sabor
Hrvatsko-dalmatinski sabor (lat. Congregatio regnorum Dalmatiae et Croatiae generalis) je bilo predstavničko tijelo Kraljevine Hrvatske i Dalmacije, prvi put sazvano sredinom 14. stoljeća jer je do tada vlast ugarsko-hrvatskog kralja u krajevima južno od Gvozda bila neznatna. S obzirim da je Slavonski sabor sazvan u drugoj polovici 13. stoljeća, sazivanjem hrvatsko-dalmatinskog sabora, u Hrvatskom Kraljevstvu postojala su dva staleška sabora. Zbog zajedničkih interesa u obrani od Osmanlija i skučenoga državnog teritorija, godine 1533. slavonsko i hrvatsko plemstvo prvi je put zasjedalo zajedno, a nakon 1558. godine više se nije sastajalo zasebno. Tako je nastao jedinstveni Hrvatski sabor.

## Pozadina
Hrvatska se nakon uspostavljanja personalne unije s Mađarskom dijelila administrativno na dvije banovine: slavonsku, zemlje sjeverno od Gvozda i hrvatsko-dalmatinsku, južno od Gvozda. U obuzdavanju i slamanju hrvatsko-dalmatinskih velikaša, kraljevi Karlo I. Robert i njegov nasljednik Ludovik I. imali su podršku hrvatsko-dalmatinskog plemstva zbog njegove ugroženosti od tih velikaša. Ono se nije moglo ni okupljati u svoje sabore sve do potpunog učvršćenja ojačale kraljeve vlasti. 
Kad je kraljeva vlast postala jaka i dominantna, osobito za Ludovika I., plemstvo je gledalo u kralju svoga zaštitnika. Da bi i samo pridonosilo svojoj samozaštiti, ono se otada međusobno staleški povezivalo, stvorivši staleški savez plemstva "dvanaest plemena kraljevine Hrvatske" da bi, tako udruženi, sigurnije sačuvali svoje stare povlastice (pravo na vlastiti posjed, na svoje plemićko sudstvo, na oslobođenost od plaćanja poreza). Predstavnici toga plemstva, najvjerojatnije s privolom tadašnjeg hercega Stjepana, brata kralja Ludovika I., pristupili su najzad u tim povoljnijim uvjetima i uspostavili svoj staleški sabor.

## Opći Sabor
Prvo poznato zasjedanje tog Općeg sabora Kraljevina Dalmacije i Hrvatske (Congregatio generalis regnorum Dalmatiae et Croatiae) održano je 1350. godine u Podgrađu. Podgrađe se nalazi na platou istočno od Benkovca. Od tog vremena postojala su u hrvatskom kraljevstvu dva staleška sabora: slavonski i hrvatsko-dalmatinski. Hrvatsko-dalmatinski sabor zasjedao je najčešće u Kninu, dok je slavonski sabor najčešće zasjedao u Zagrebu, ali s vremena na vrijeme i u Križevcima (vidi: Krvavi sabor križevački).
Na prostoru srednjovjekovne Hrvatske dominirao je feudalni partikularizam s (uglavnom) neznatnom vlašću vladara, pa se plemstvo nije trebalo institucionalno povezivati, zato je sabor toga plemstva u 14. stoljeću održan samo dva puta i nije izrastao u pravu instituciju vlasti. Postupni razvoj staleža od polovice 15. stoljeća vodio je transformaciji sabora u ustanovu slavonskoga i hrvatskog plemstva, koja je suodlučivala u državnim poslovima. 
Hrvatsko je plemstvo na Cetinskom saboru, 31. prosinca 1526. i 1. siječnja 1527., nakon pogibije Ludovika II. Jagelovića na Mohačkom polju 29. kolovoza 1526. za hrvatskoga kralja izabralo austrijskoj nadvojvodu Ferdinand Habsburški. Ferdinand je obećao poštovati i štititi postojeća prava i povlastice Hrvatskoga Kraljevstva, obvezao se o svojem trošku uzdržavati 1.000 konjanika i 200 pješaka i održavati hrvatske protuturske utvrde. Nasuprot odlukama Cetinskog sabora, slavonski je sabor u Dubravi kraj Vrbovca izabrao za kralja 6. siječnja 1527. Ivana Zapolju, nakon čega je uslijedilo razdoblje građanskog rata, koji je u velikoj mjeri oslabio vojno-obrambenu snagu Hrvatskoga Kraljevstva te Turcima olakšao prodiranje i donio nove osvajačke uspjehe.
Zbog zajedničkih interesa u obrani od Osmanlija i skučenoga državnog teritorija, godine 1533. slavonsko i hrvatsko plemstvo prvi je put zasjedalo zajedno, a nakon 1558. godine više se nije sastajalo zasebno. Pod pritiskom osmanske opasnosti, sabor se okupljao češće. Za sabor su se u tom razdoblju rabili latinski nazivi: diaeta, congressus, congregatio generalis, conventus Regni, a na hrvatskome spravišće i stanak. Neko je vrijeme prevladavao naziv status et ordines Regni (staleži i redovi Kraljevstva), kojim su bili obuhvaćeni svi koji su imali pravo na mjesto i glas u saboru, a od 1681. i Congregatio Regnorum Croatie, Dalmatiae et Slavoniae (Sabor Kraljevstava Hrvatske, Dalmacije i Slavonije).

## Poveznice
- Cetinski sabor
- Slavonski sabor
- Dalmatinski sabor